# Abe no Hirafu
Abe no Hirafu (阿部 比羅夫) a Jamato-udvar hadvezére, Kosi tartomány kormányzója volt a 7. század közepén. A Nihon soki krónika feljegyzi, hogy Szaimei császárnő uralkodása alatt háromszor is (658-ban például 180 hajóval!) északra küldték az ezók leverésére. Egyes kutatók szerint ezen alkalmakkor egészen a mai Hokkaidóig eljuthatott (a legenda úgy tudja, két medvét vitt onnan ajándékba az uralkodónak). Tendzsi császár uralkodása idején, 663-ban expedíciós haderőt vezetett a Koreai-félszigetre, hogy megvédje a vazallus Pekcse királyságot riválisától, Sillától. A japánok a hakuszukinoei folyami ütközetben(en) vereséget szenvedtek Silla és a kínai Tang-dinasztia egyesített hadától, ami hosszú időre véget vetett Koreában a japán befolyásnak. Abe később a dazaifui katonai körzet parancsnoka lett.